# SSX (serie)

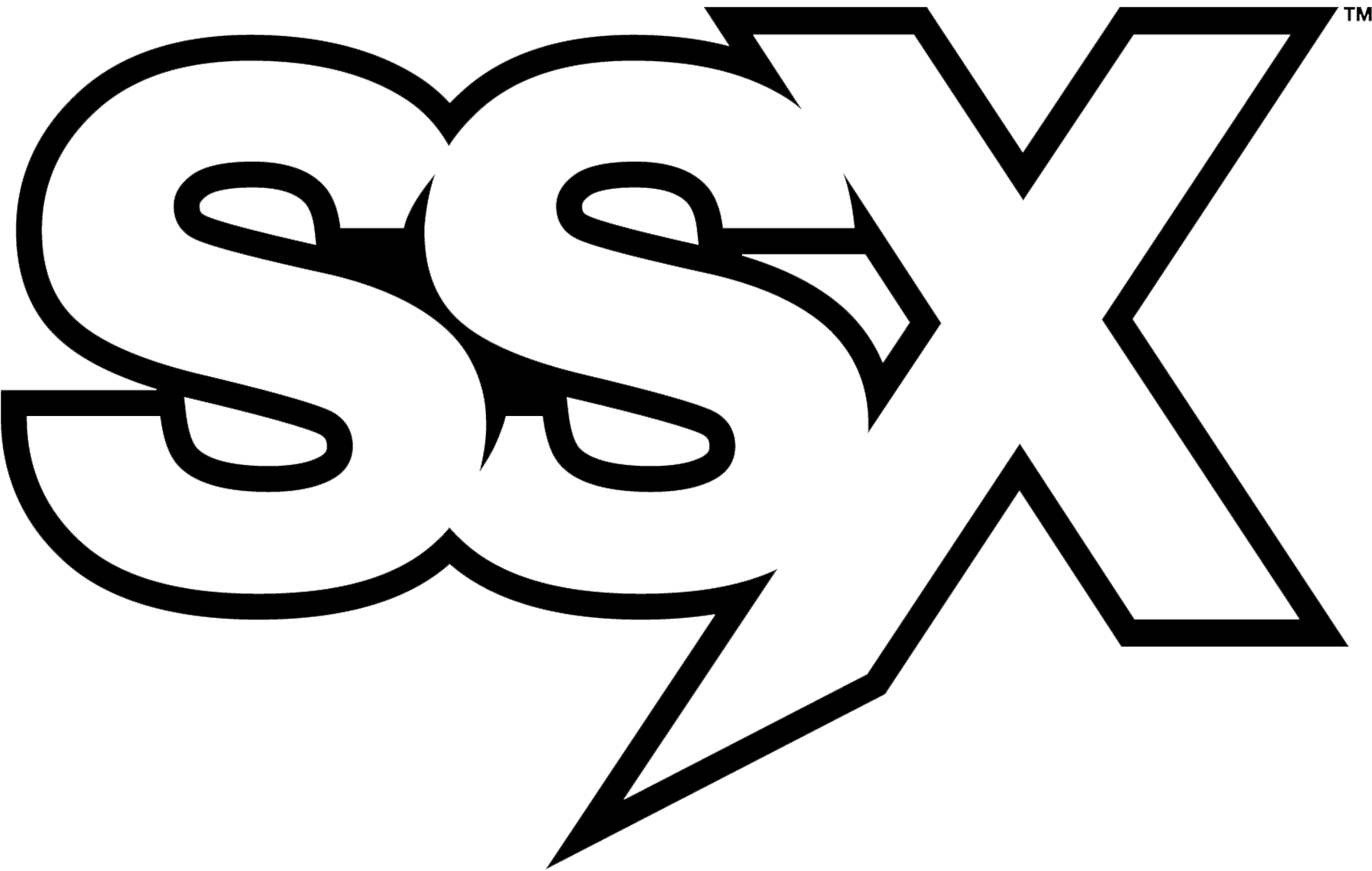
Logo de la serie de videojuegos SSX (Snowboard Supercross)

SSX (Snowboard Supercross) es una serie de videojuegos de snowboarding publicados por EA Sports BIG. Es muy parecido a un juego del estilo arcadia, no un juego de simulación, enfocándose más en trucos irrealistas y pistas más grandes que en las de la vida real.
SSX Tricky introdujo los "Über Tricks", trucos exageradamente absurdos, que algunos implican desfijar la tabla de los pies del corredor. El jugador ganaba acceso a los über tricks durante el juego después de llenar la barra de adrenalina - o boost-; haciendo seis Uber Tricks daba al jugador boost ilimitado por el resto de la carrera.
SSX 3 introdujo un segundo set intermedio de Uber Tricks. Cada personaje tenía un Uber "propio". El sistema de boost ilimitado fue cambiado a que solo se tenía que completar 9 Ubers para obtener el boost ilimitado. Ciertas combinaciones de giros, flips, y Ubers daban como resultado un "Monster Trick", que daban muchos más puntos que los uber tricks; la idea era que el jugador tenía que memorizarte la combinación (Triple Backflip Superman, por ejemplo), y la combinación tenía que ser desbloqueada a través de ciertas metas en el juego, como quedarse en un riel por 120 metros.
En SSX On Tour los "Uber Tricks" son presentados como "Monster Tricks", aunque la mayoría de ellos se asemejan a los Uber Tricks más avanzados, y son mucho más fáciles de hacer que los Monster Tricks de SSX3. Mientras los pasados títulos usaban los botones de trucos principales (y el botón de tweak para los últimos títulos) para hacer los Uber Tricks, los Monster Tricks se hacen con combinaciones de direcciones hechas en el stick análogo derecho.

## SSX y SSX Tricky
SSX fue lanzado solamente para la PlayStation 2 junto al lanzamiento de ésta en octubre del 2000. SSX fue hecho por EA Canadá, y SSX Tricky por EA Sports BIG. SSX Tricky fue lanzado el 5 de noviembre del 2001 para PS2, GameCube y Xbox. SSX Tricky era tan similar al original SSX que muchos lo consideraron más un update que una secuela.
En SSX y SSX Tricky, ganando medallas en una variedad de eventos, desbloquea nuevas pistas, personajes y tablas, y también se podía mejorar las habilidades del corredor. Nuevos trajes podían ser ganados completando el "trick book" de un personaje, haciendo un número de trucos específicos durante el juego. Tres tipos de tablas estaban disponibles para los jugadores: tablas "orientadas a los trucos" ( tablas freestyle), tablas all-around (tablas BX) -que sirven tanto para hacer trucos como para correr- y tablas orientadas a correr (tablas Alpine), con las cuales no se puede andar "hacia atrás".
Las pistas en los dos juegos están localizadas alrededor del mundo, incluyendo el "Tokyo Megaplex", una pista que se asemeja a una gigantesca máquina de pinball, y "Merqury City", que toma lugar en el área central de una ciudad. Los corredores también son de distintas partes del mundo, incluyendo Japón y Alemania, y hablan en su lengua nativa.

## SSX 3
SSX 3 fue lanzado el 20 de octubre del 2003 en todas las mismas plataformas que fue lanzado SSX Tricky. Fue desarrollado por EA Canadá.
El cambio más obvio a la serie es la ubicación. En juegos anteriores, las pistas individuales fueron situadas alrededor del mundo. En SSX 3, el juego entero ocurre en una montaña, con tres picos y varios "eventos" individuales. Los "eventos" se señalan como pistas de “carrera”, “freestyle”, “superpipe”, “big air", o “back country”, y se diseñan por consiguiente. Las pistas están conectadas; es posible andar a través de pistas individuales múltiples sin parar.
El sistema de recompensas también se mejora y mejora. Aunque algunas recompensas todavía se ganan de acuerdo a cuántas medallas consigue el jugador, se compran la mayoría de las recompensas usando el dinero ganado en las competencias o al encontrar copos de nieve ocultados. Los trajes, las mejoras del estado, los “personajes ocultos” (los modelos del personaje) y artes del juego están disponibles.
Otros cambios notables incluyen la introducción de un segundo nivel de los “uber tricks”, la eliminación de las tablas de freestyle/BX/Alpine a favor de un solo tipo de tabla, y la eliminación de diferencias estadísticas entre los personajes. El juego acentúa más la personalización que en los juegos anteriores; por ejemplo, diversas tablas no tienen más efectos del que cómo es el manejo de la tabla, permitiendo que el jugador elija cualquier tabla le guste más, en vez de la “mejor” tabla, estadísticamente.
Además, este juego era jugable en línea (hasta principios de 2006) cuando Electronic Arts terminó todos los servidores designados a los juegos de EA lanzados durante y antes de 2005. Una vez en un lobby, un jugador podía iniciar un versus de 2 jugadores; un evento de Slopestyle, Halfpipe o carrera.

## SSX Out of Bounds
SSX Out of Bounds fue lanzado para N-Gage el 24 de enero de 2005. Es un puerto (no obstante limitado) de SSX 3. La pantalla pequeña de la plataforma, los controles limitados, así como la carencia de ambos - poder de procesamiento y gráfico - son la razón de las limitaciones. El juego ofrece capacidad multiplayer sobre Bluetooth

## SSX On Tour
SSX On Tour (nombre provisional: SSX 4) es el cuarto título en la serie SSX de videojuegos para GameCube, PS2, PSP y Xbox. Fue lanzado el 13 de octubre del 2005 en Norteamérica.
A diferencia de su precursor, SSX On tour no tiene juego en línea pues el foco principal es la mejora en la jugabilidad y en las pistas. Hay muchos personajes, mapas, trucos y esquiadores nuevos. Además, la versión de GameCube incluye personajes de Nintendo y una pista especial.
El modo principal de juego de SSX on Tour, "The Tour", permite al jugador crear un personaje y participar en retos disponibles desde el principio del juego. Al progresar en los desafíos (incluyendo los eventos de medalla) el jugador obtiene dinero y hype; ganando hype el jugador avanza desde el rango amateur hasta el rango profesional, desbloqueando desafíos más difíciles.
On tour se comporta de forma diferente a encarnaciones anteriores de la serie; primero, los circuitos ya no son cerrados; el jugador encontrará con frecuencia otros esquiadores y snowboarders en freeride o haciendo desafíos de menor importancia. Además, los atributos ya no dependen del personaje; es decir, la tabla o los esquís del personaje serán el único factor determinante en las capacidades del mismo.

## SSX Blur
SSX Blur se lanzó el 27 de febrero del 2007 para Wii. Hace uso completo de los controles para dar vuelta y para los trucos. Los Uber tricks se hacen "dibujando" formas en la pantalla, mientras que los flips y los spins se hacen simplemente "agitando" el Wii remote.

## SSX Deadly descents
Es el sexto título de la serie SSX el cual tuvo su lanzamiento el 28 de febrero de 2012. En la E3 del 2011 fue nominado el mejor juego de esta E3. Actualmente disponible para XBOX 360 y PS3.